# Sân bay quốc tế Matecaña
Sân bay quốc tế Matecaña (tiếng Tây Ban Nha: Aeropuerto Internacional de Matecaña) (IATA: PEI, ICAO: SKPE) là một sân bay ở thành phố Pereira, Colombia. Sân bay này phục vụ Risaralda cũng như các thành phố Armenia, Cartago, và Manizales trong trường hợp khẩn cấp.
Sân bay này được xây năm 1945. Đường băng được kéo dài năm 1966-1968.

## Các hãng hàng không và các tuyến điểm
- Aerolínea de Antioquia (Medellín-Olaya Herrera)
- AeroRepública (Panama City, San Andrés)
- AIRES (Bogotá, Medellín Olaya Herrera, Panama City)
- Avianca (Cartagena, Bogotá, New York-JFK, Miami)
- SATENA (San Andrés) Seasonal